# Castell d'Ambleville
El Castell d'Ambleville és un castell renaixentista situat a Ambleville, a la regió de Vexin (França). La finca, classificada com a monument històric, forma part del parc natural regional del Vexin francès.
Ha rebut el guardó Jardí destacable, atorgada pel Ministeri de la Cultura.

## Història
Construït per a Louis de Mornay per l'arquitecte Jean Grappin, va ser construït sobre les bases d'una fortalesa feudal apostada sobre les vores de l'Aubette, als confins de l'Illa de França i de Normandia, aleshores anglesa.
Els seus jardins dels segles XVII i XVIII, són refets el 1928 per la nova propietària, la marquesa de Villefranche, i inspirats per la restauració de la Villa Gamberaia a Florència. Ofereixen un exemple particularment reeixit de jardí a la italiana.
Els seus nous propietaris han començat des de 2003 un ambiciós projecte de reconstitució dels jardins originals.

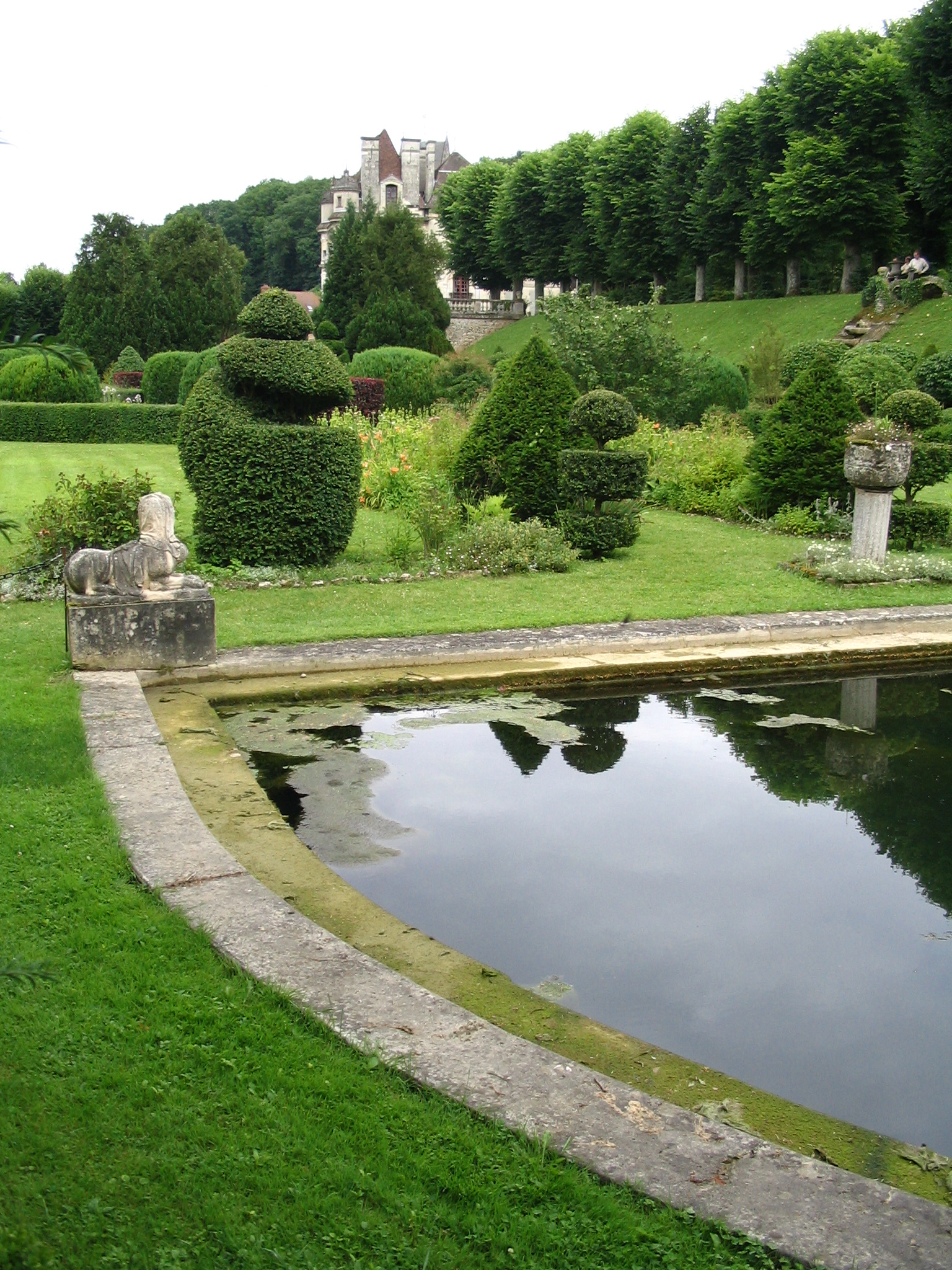
Vista dels jardins
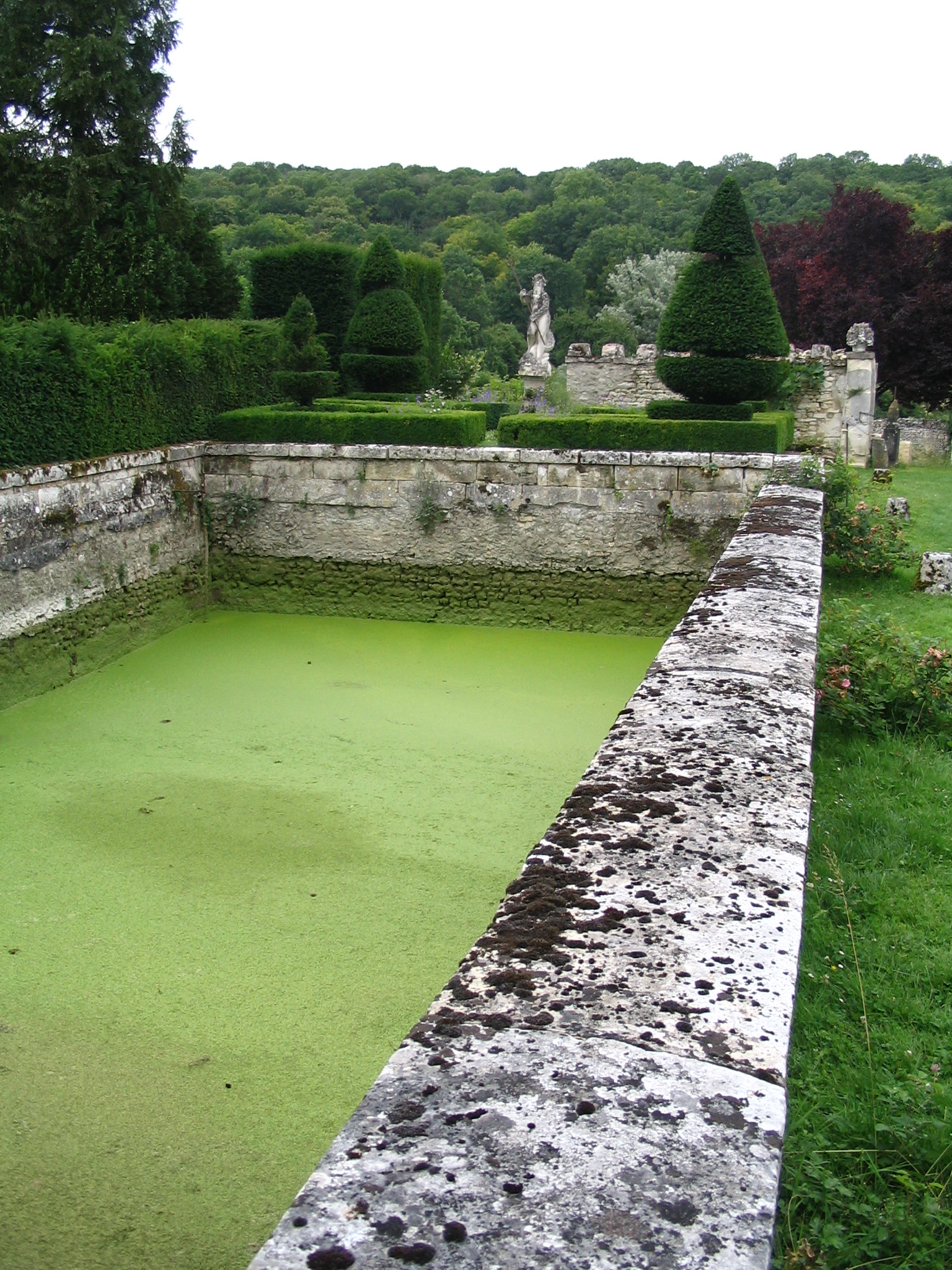
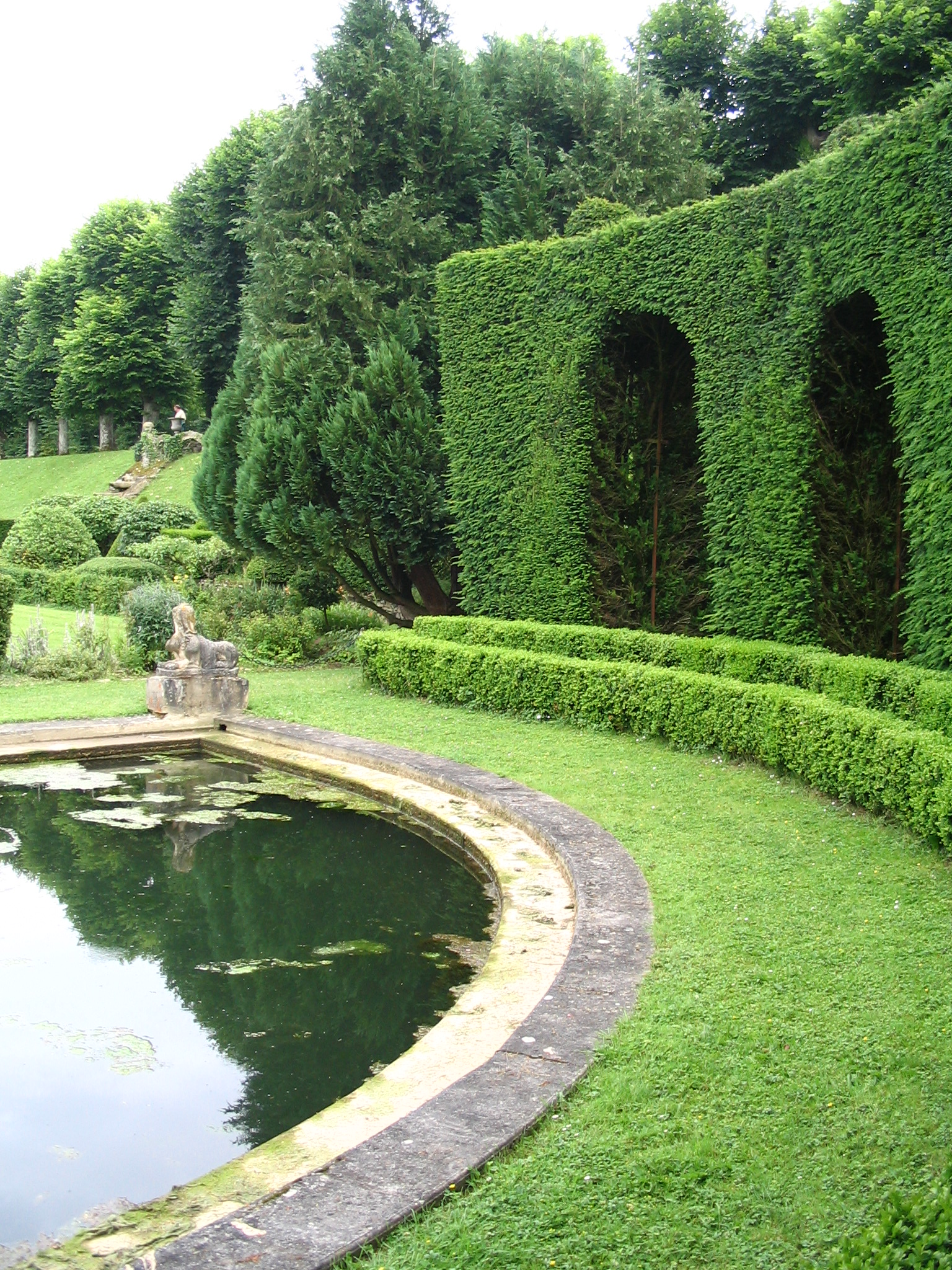
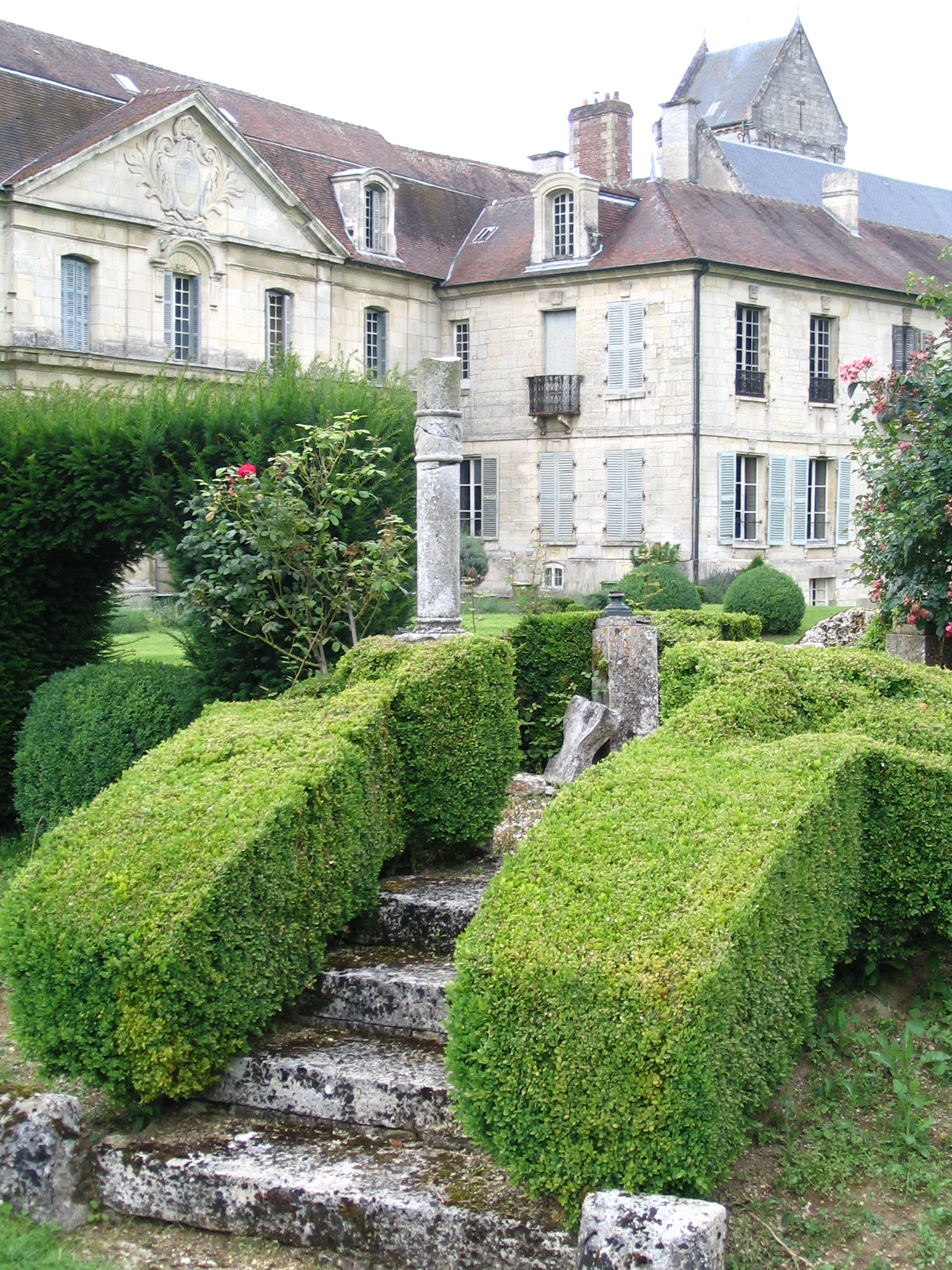
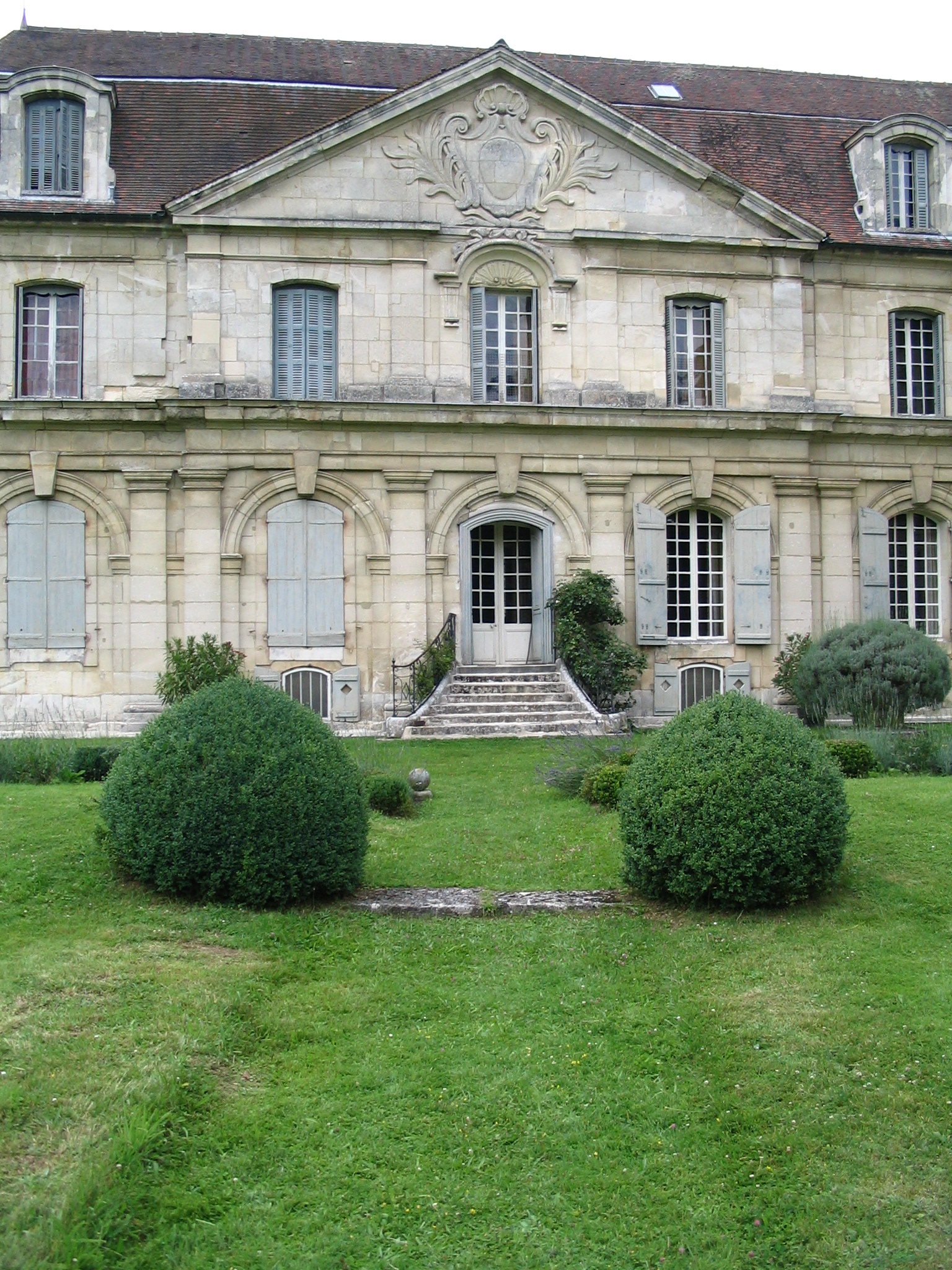
Façana sud
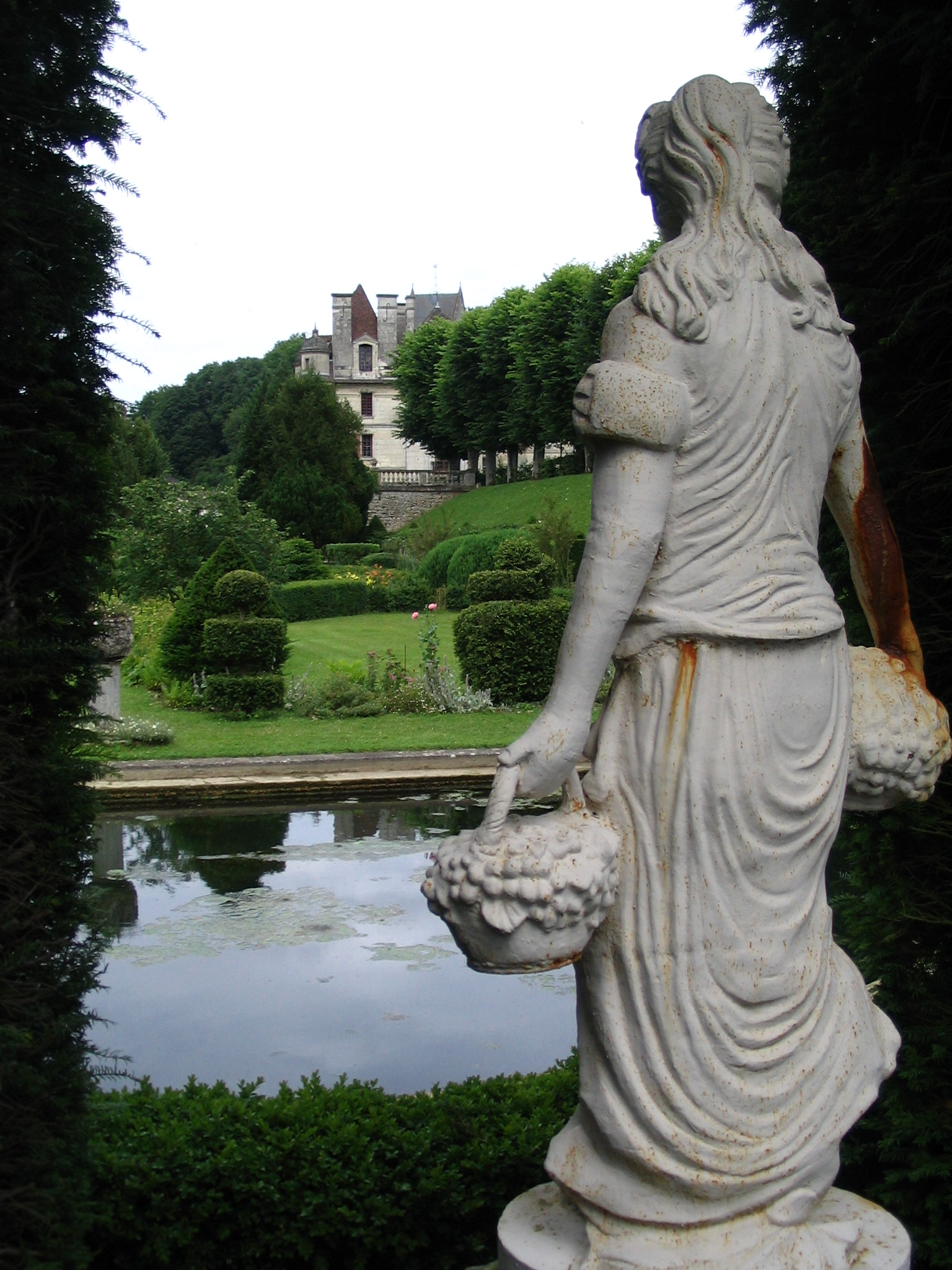